# معرفة خارجية
المعرفة الخارجية (بالإنجليزية: Extelligence) هو مصطلح صاغه إيان ستيوارت وجاك كوهين في كتابهما Figments of Reality (نسج الواقع) عام 1997. حيث عرفاه على أنه الثروة الثقافية الاجتماعية بأكملها المتاحة لنا في صورة أساطير وفلكلور وأغاني أطفال وكتب وأشرطة فيديو وأقراص مضغوطة إلخ.
فقد فرقا بين المعرفة الخارجية والمعرفة الداخلية (الذكاء) (بمعنى المعرفة والعمليات الإدراكية التي تحدث في الدماغ). إضافة إلى أنهما يضعان «اشتراك» المعرفة الخارجية والداخلية (الذكاء) أساسًا لنمو الوعي بالمعنى التطوري للأنواع وكذلك الأفراد. «الاشتراك» هو مركب من التعقيد والبساطة، وقد استخدمه كوهين وستيوارت للتعبير عن العلاقة الوثيقة والمترابطة بين المعرفة الداخلية والمعرفة الخارجية التي يمكن للفرد الوصول إليها بسهولة.
بالرغم من أن تخصصات كل من كوهين وستيوارت هي الأحياء والرياضيات على الترتيب، إلا أن وصفهما لاشتراك المعرفة الداخلية والخارجية جاء مقتفيًا لأثر جان بياجيه وبليندا ديوار
وديفيد كولب. ولقد درس فلاسفة، من أبرزهم كارل بوبر، العلاقة بين المعرفة الذاتية (التي يسميها العالَم 2)، والمعرفة الموضوعية (العالَم 1)، والمعرفة الاصطناعية (العالَم 2).
وتكمن إحدى مساهمات كوهين وستيوارت الرئيسية في الطريقة التي ربطا بها الفرد بإجمالي المعرفة البشرية المجمعة (من خلال فكرة الاشتراك). من المعنى الرياضي للتعقد ونظرية الألعاب، فقد استخدما فكرة فضاء الطور في الحديث عن فضاء المعرفة الخارجية. ويوجد فضاء طور إجمالي (فضاء المعرفة الخارجية) للجنس البشري، والذي يتألف من كل ما يمكن معرفته وتمثيله. ويوجد ضمن ذلك مجموعة أصغر (ولكن تظل هائلة وسريعة التوسع) مما هو معروف بالفعل. وما اقترحاه هو الفكرة القائلة بإمكانية وصول كل فرد لأجزاء فضاء المعرفة الخارجية الإجمالي، التي تشترك معها معرفتهم الداخلية (الذكاء) فقط.
وبعبارة أخرى، يجب أن يكون هناك تقدير (على مستوى ما) لما هو خارج وما هو مقصود. والكثير من هذا «التقدير» يقع في فئة المعرفة الضمنية (بولاني 1967) والتعلم الاجتماعي والثقافي (لاف ووينجر 1991). مثال، قد يحتوي القاموس على تعريفات لعدة آلاف من الكلمات، ولكن تلك التعريفات فقط، التي يمكن أن يفهمها القارئ والتي تفسر الرموز اللفظية وتربطها بالمفاهيم التي يمكن أن يعمل معها عقله، هي التي يمكن الوصول إليها.